# Maratus anomalus
Lycidas anomalus là một loài nhện trong họ Salticidae.
Loài này thuộc chi Lycidas. Lycidas anomalus được Ferdinand Karsch miêu tả năm 1878.